# 1-й Садовий провулок (Київ)
Садовий 1-й прову́лок — провулок у Дарницькому районі міста Києва, місцевість Бортничі. Простягається від вулиці Садової до тупика.

## Історія
1-й Садовий провулок виник у середині ХХ століття під такою ж назвою.